# Février 1799

## Événements
- 7 février : combat de Restmeur.

- 8 février : le cardinal Ruffo débarque en Calabre pour organiser l’insurrection « sanfédistes »[1] ; ses troupes occupent la Calabre puis le Basilicate (février/mars).

- 8 - 16 février : Référendum au Piémont, qui donne une forte majorité pour l’annexion par la France[2]. Le processus est interrompu par l’entrée des Russes à Milan (28 avril).

- 8 - 19 février, campagne d’Égypte : siège et prise d'El Arish. Après la perte de sa flotte à Aboukir, pour sortir de l’impasse, Bonaparte entreprend la conquête de la Syrie pour remonter vers la Turquie. Il occupe Jaffa (7 mars), bat l’armée turque au Mont-Thabor le 16 avril (Kléber), mais est arrêté au siège de Saint-Jean-d’Acre, car son artillerie est insuffisante[3].

- 9 février : Combat de l'USS Constellation et de l'Insurgente.

- 10 février, France : Combat de Tréglamus.

- 11 février, France : Combat de Belle-Isle-en-Terre.

- 21 février : Mariano Luis de Urquijo devient secrétaire d'État en Espagne[4].

## Naissances
- 6 février : George Arnott Walker Arnott (mort en 1868), botaniste écossais.
- 8 février : John Lindley, botaniste britannique († 1er novembre 1865)
- 19 février : Ferdinand Reich (mort en 1882), chimiste allemand.
- 26 février : Émile Clapeyron (mort en 1864), physicien français.
- 27 février : Frederick Catherwood, illustrateur britannique († 1854).

## Décès
- 4 février : Étienne-Louis Boullée, architecte et théoricien français (° 1745).
- 5 février : Jean François Donvé, peintre (né en 1736)
- 8 février:l’empereur Qianlong (né en 1711 est un empereur important chinois
- 12 février : Lazzaro Spallanzani (né en 1729), biologiste italien.
- 18 février : Johann Hedwig (né en 1730), botaniste allemand.
- 19 février : Jean-Charles de Borda, (né en 1733), mathématicien, physicien, politologue et marin français.
- 24 février : Georg Christoph Lichtenberg (né en 1742), philosophe, écrivain et physicien allemand.